# Carte stéréoscopique

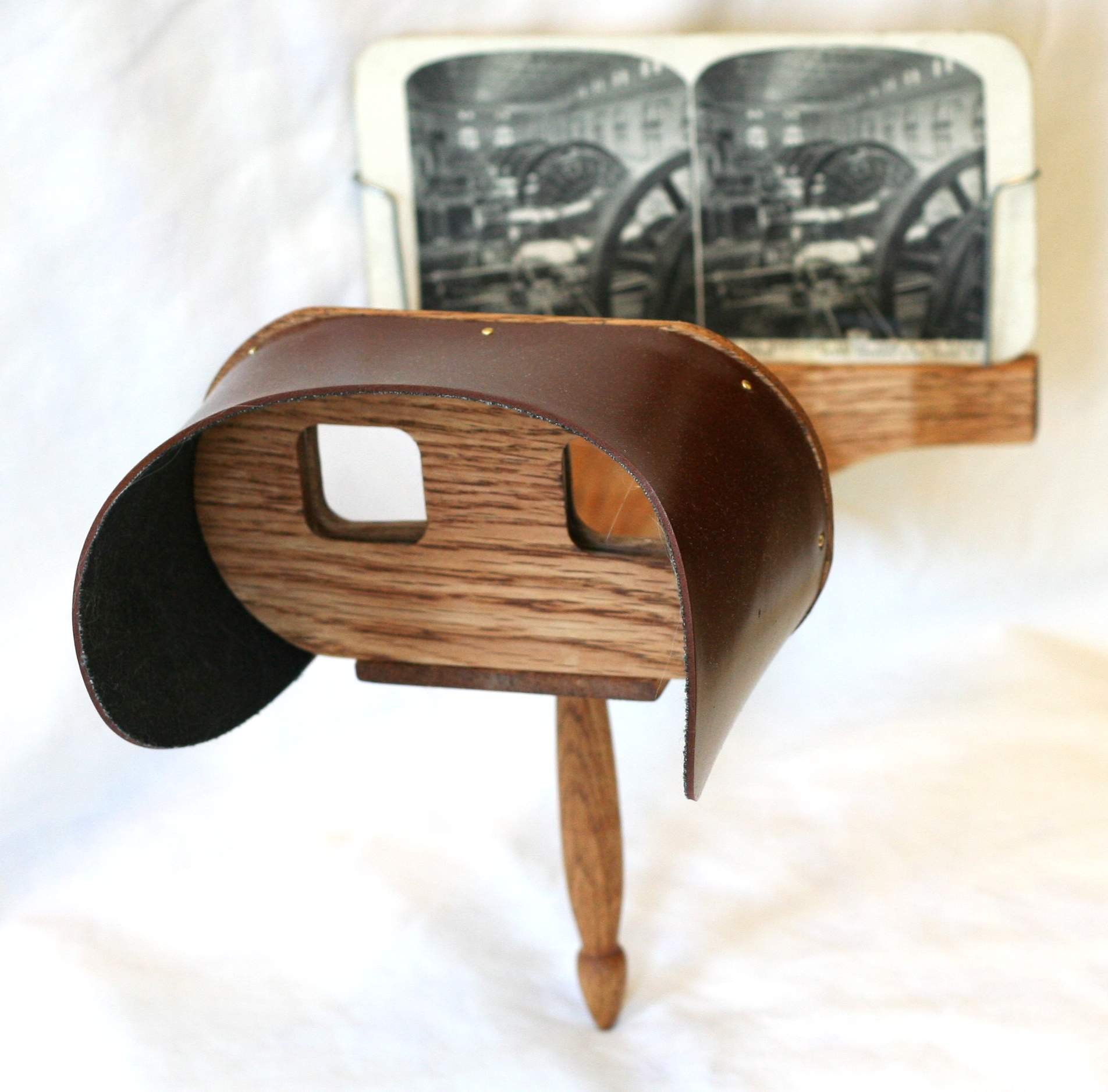
Carte stéréoscopique et stéréoscope de Holmes

Les cartes stéréoscopiques sont des photographies en relief stéréoscopique, très en vogue à la fin du XIXe et au début du XXe siècle, tirées par contact sur papier et collées sur une carte de format normalisé, ou bien imprimées, à observer au moyen d'un stéréoscope de Holmes, dit encore stéréoscope mexicain.

## Un phénomène mondial
Il existe des cartes françaises, anglaises, allemandes, italiennes...
Mais le phénomène ne s'est développé nulle part autant qu'aux États-Unis : les cartes américaines sont de loin les plus abondantes.

### Les thèmes

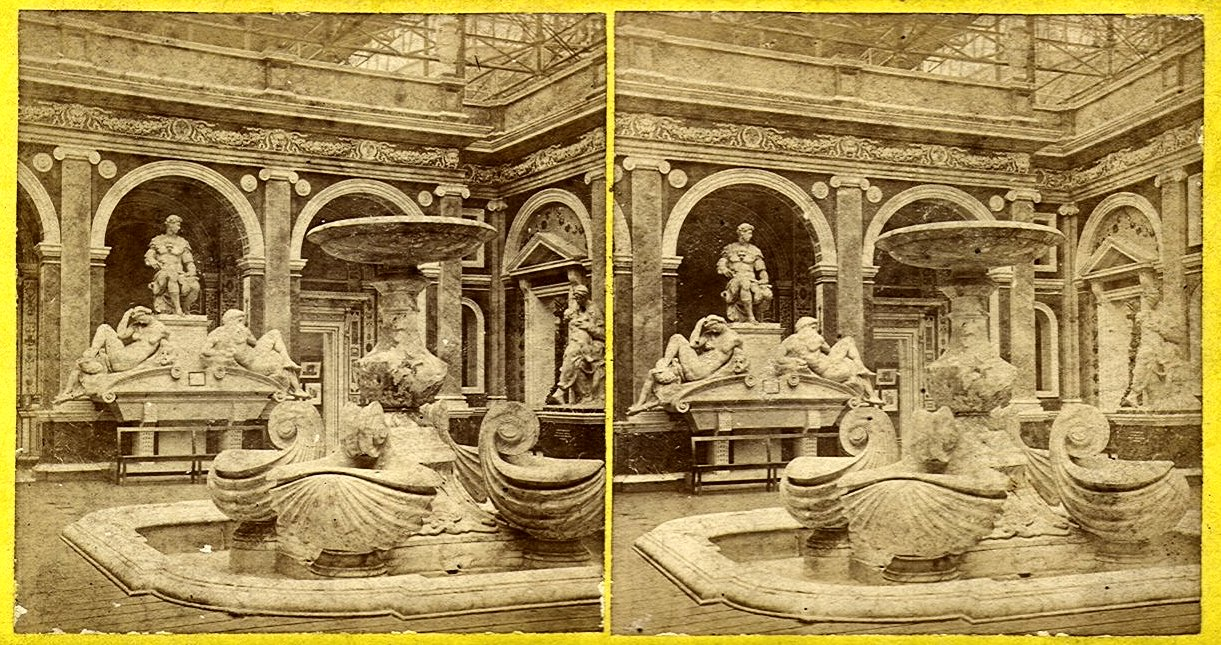
Le tombeau de Laurent de Médicis, à une exposition au Crystal Palace, Londres, vers 1870

- Le tour du monde en relief : En l'absence de télévision, et même de technique d'impression photographique (les journaux de cette époque ne peuvent publier que des gravures au trait, souvent issues de photographies), on peut admirer le monde en vrais tirages photographiques, et de plus, en relief. Ce réalisme documentaire fait que l'on achète quantité de vues stéréo pour le plaisir et pour l'éducation des enfants.

- Les grands de ce monde : La stéréoscopie montre les dirigeants politiques, religieux, comme ils sont vraiment et non en profil de médailles, comme ils l'étaient depuis l'antiquité. Les portraits de Napoléon III, Abraham Lincoln sont bien connus, tout comme ceux des papes de l'époque.

- La vie quotidienne : On s'intéresse aux petits métiers de la rue, mais aussi aux activités exotiques ou coloniales.

- Théâtre et humour : La carte stéréoscopique s'efforce d'être un théâtre ouvert sur le monde, jusque dans ses fenêtres arrondies dans la partie supérieure, imitant la forme des scènes du monde entier. Une autre spécialité stéréoscopique est l'apparition de fantômes effrayants ou des danses macabres appelées « diableries », également en vogue dans le précinéma : les deux disciplines sont souvent liées par une même inspiration. On relève aussi des exemples de vues humoristiques prises en studio, qui, dès les années 1850, montrent des individus désopilants qui reçoivent des seaux d'eau sale ou se cassent la figure sur des meules de foin. Des scènes poignantes montrent aussi les amours contrariées de Roméo et Juliette, ou du fils de la voisine qui est parti soldat.

- Scènes bibliques : Elles sont de deux sortes : reconstitutions en plâtre, ou bien scènes en studio. Des images antireligieuses se vendent aussi aux amateurs du genre, nombreux à cette époque.

- Vues érotiques

- Vues pour la rééducation oculaire : Ces vues-là sont destinées à redresser les yeux. On en trouve chez les ophtalmologistes, sous différentes formes, et jusqu'à nos jours.

### Les cartes pour stéréoscope de Holmes

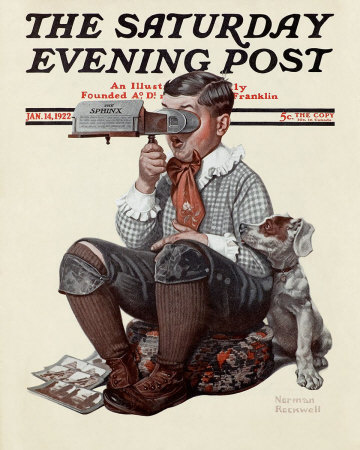
Couverture du Saturday Evening Post (janvier 1922) illustrée d'un enfant qui utilise un stéréoscope.

- Dessins stéréoscopiques : On eut besoin de montrer des images stéréoscopiques dès l'invention du stéréoscope (Charles Wheatstone, 1838). Or à cette époque, la photographie n'était pas reproductible. Il y eut donc des dessins, des gravures, puis des daguerréotypes stéréoscopiques.

- Vues photographiques en noir et blanc : Dès qu'il fut possible de tirer des vues sur papier en séries d'après négatif, on put diffuser et vendre des stéréoscopes et des vues photographiques en stéréo, en nombre, dès le Second empire.

- Vues coloriées à la main : On tenta de donner encore plus de réalisme par des touches de couleurs exécutées à l'aquarelle et au pochoir.

- Vues peintes avec effet de transparence : Ces vues ne présentent pas le même aspect suivant qu'on les observe en éclairage direct, ou bien par transparence : on voit par exemple un monument de jour, et le même de nuit à travers la flamme d'une bougie.

- Vues imprimées : Lithographies, puis vues tramées en noir et blanc et en couleurs apparurent dès le début du XXes.

### Le format carte postale
Des séries économiques de cartes postales imprimées en noir et blanc furent proposées en pochettes de papier cristal, dès que ce fut techniquement possible.
Vers 1900, l'épicier Julien Damoy se fait pour l'occasion éditeur de cartes postales stéréoscopiques, pour lesquelles il fait construire un stéréoscope à prismes, avec des optiques de qualité, livré dans un écrin gainé de la meilleure facture.

## Un nouveau départ grâce à l'image numérique
La technique numérique étant actuellement plus apte à produire des tirages papier de qualité que des vues transparentes adaptées aux stéréoscopes classiques à oculaires et verre dépoli, certains adeptes préfèrent produire sans grande difficulté (grâce à des logiciels), leurs cartes stéréoscopiques, à partir de fichiers d'images numériques prises en stéréoscopie.

## Galerie

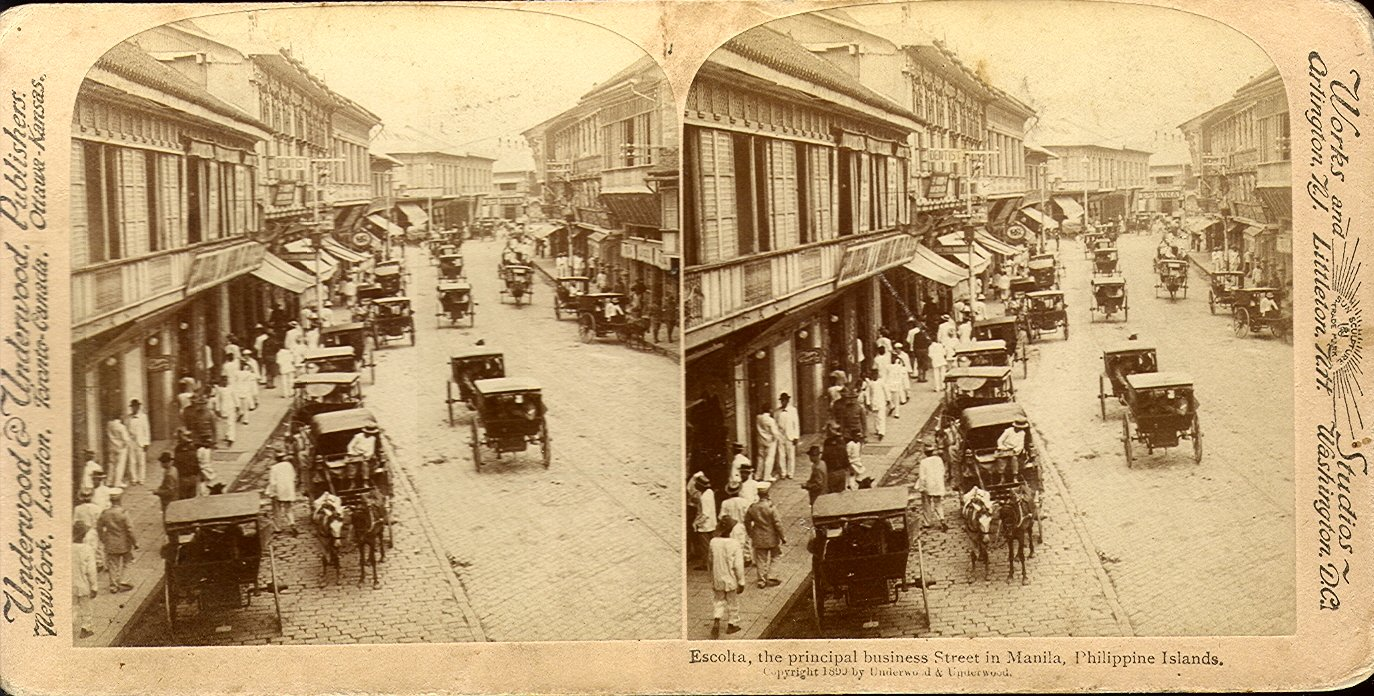
Une rue de Manille, tirage par contact, vers 1900
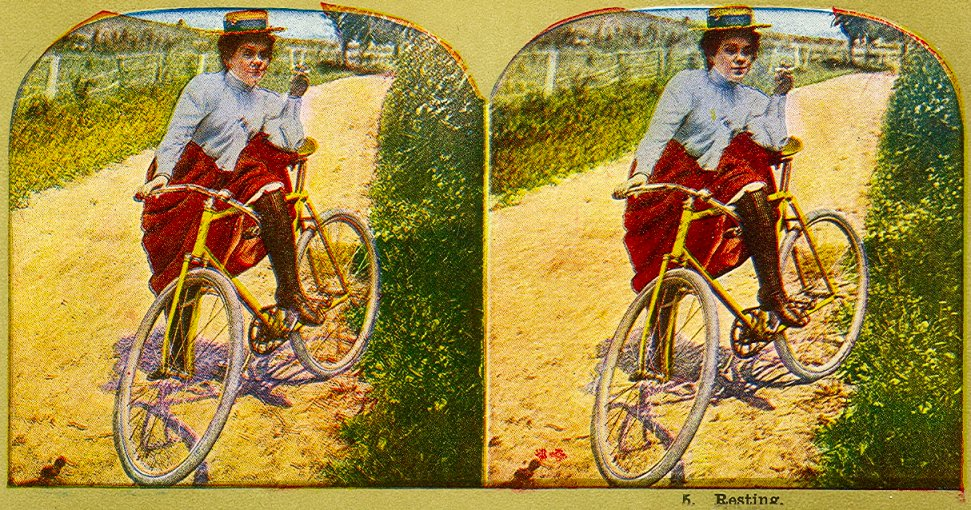
Jeune sportive, vue imprimée, vers 1900
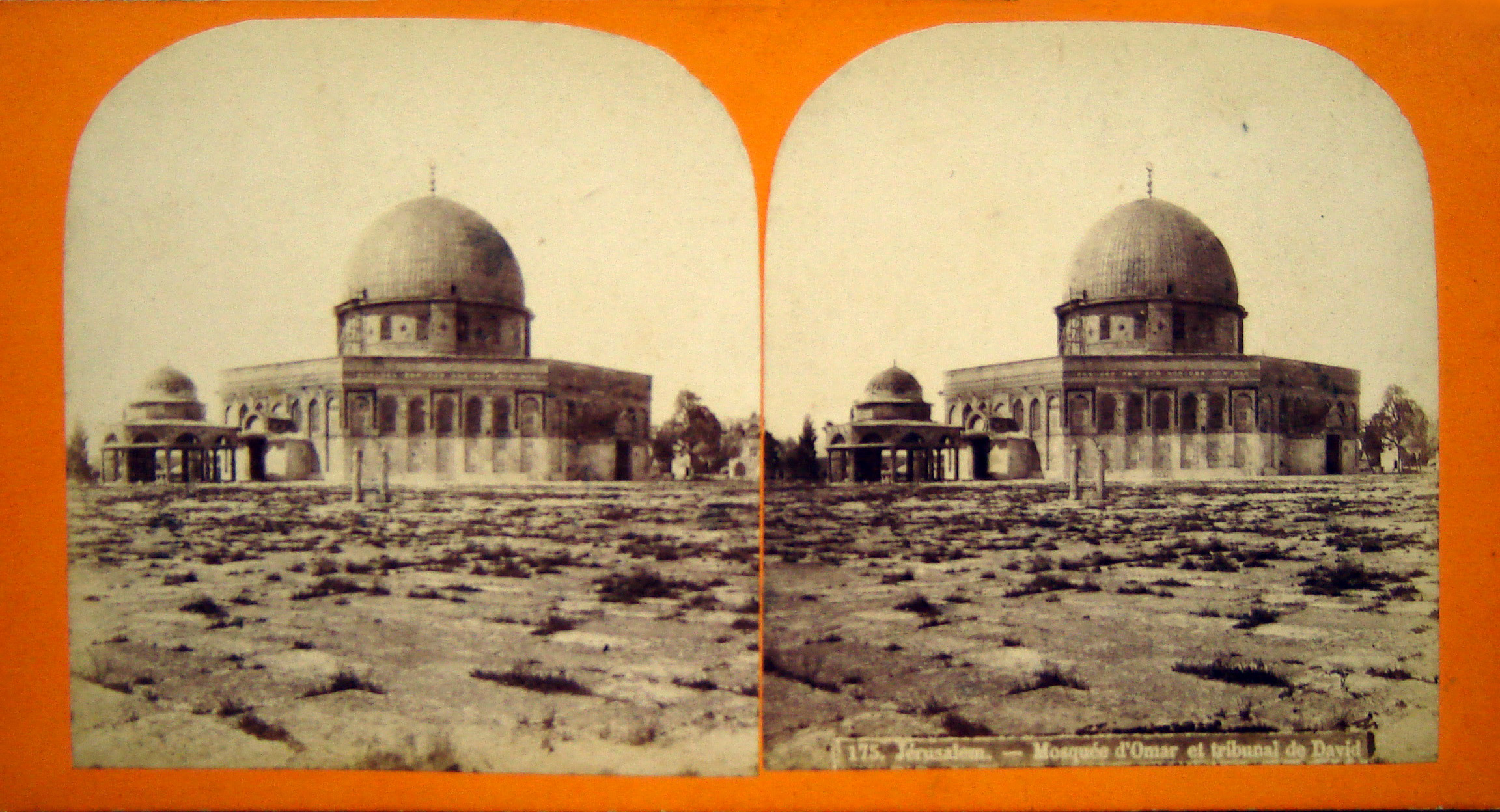
Dôme du Rocher, vers 1900
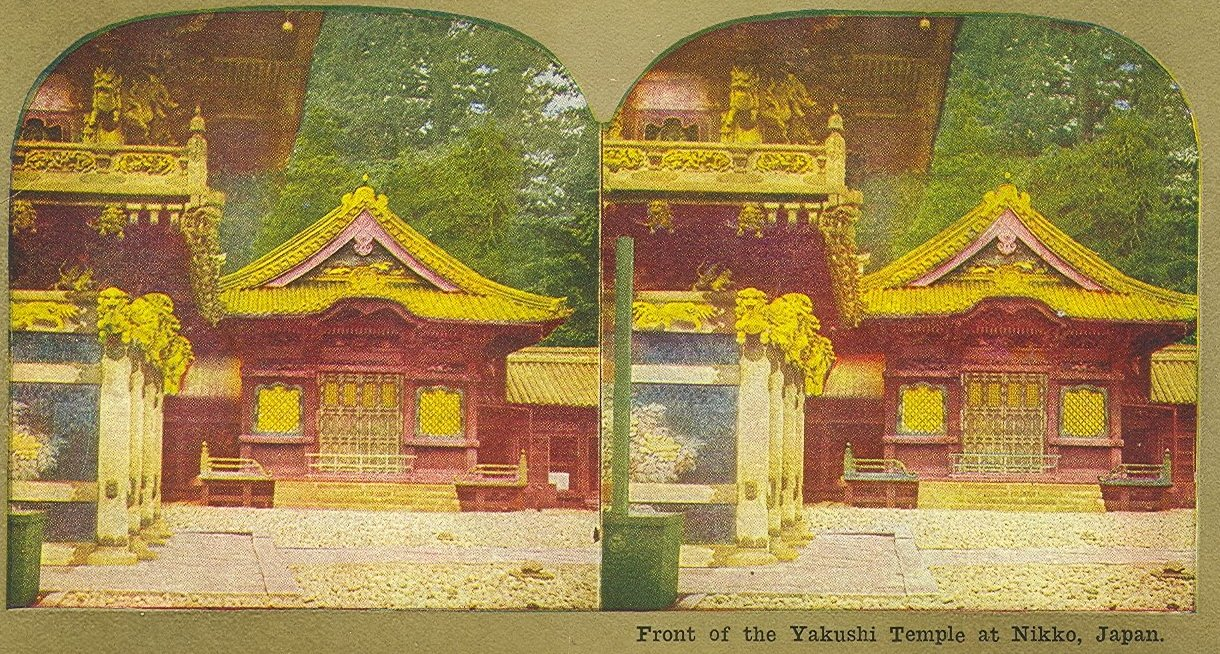
Temple du Yakushi, Nikko, vers 1900
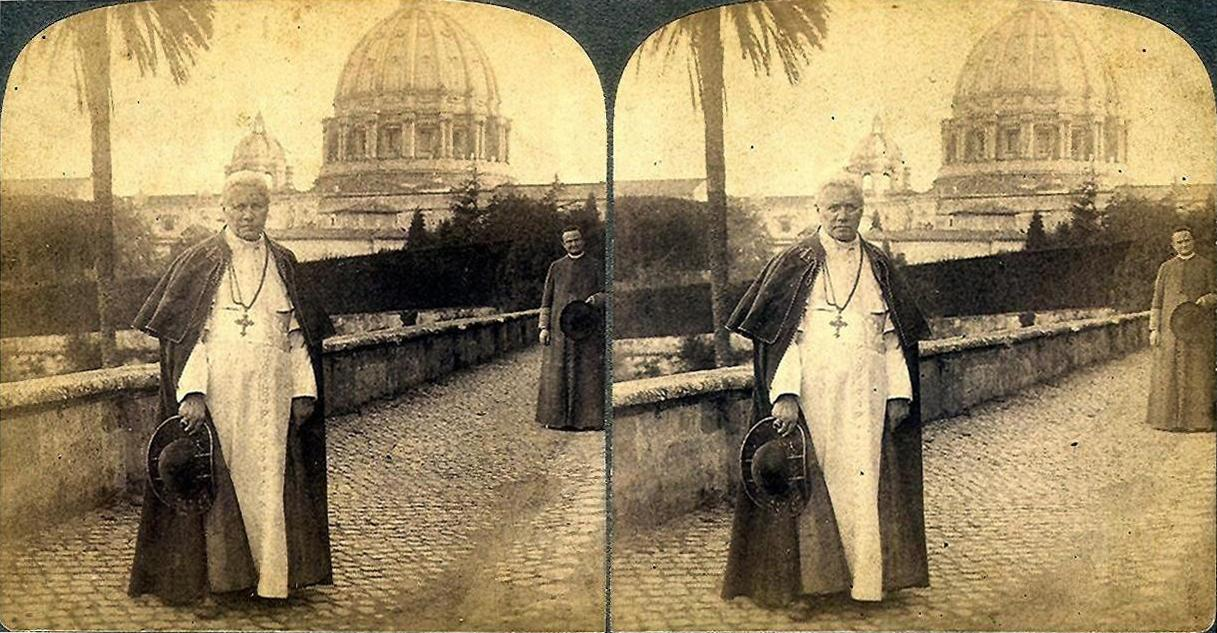
Le pape Pie X, vers 1905
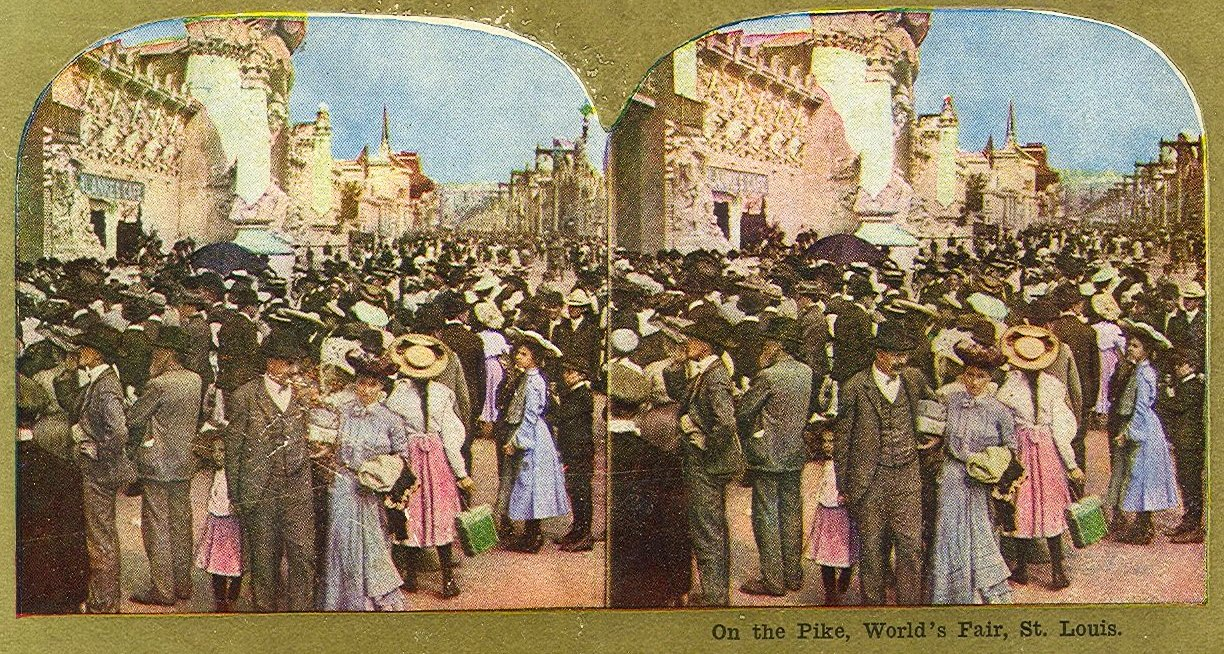
Exposition 1904 à Saint Louis